# Tuomiojärvi (sjö i Pieksämäki, Södra Savolax)
Tuomiojärvi är en sjö i kommunen Pieksämäki i landskapet Södra Savolax i Finland. Sjön ligger 100,9 meter över havet. Arean är 2,02 kvadratkilometer och strandlinjen är 8,15 kilometer lång. Sjön  ingår i Kymmene älvs huvudavrinningsområde.   Den ligger omkring 84 kilometer norr om S:t Michel och omkring 280 kilometer norr om Helsingfors. 